# Холсбург (Тексас)
Холсбург (енгл. Hallsburg) град је у америчкој савезној држави Тексас. По попису становништва из 2010. у њему је живело 507 становника.

## Демографија
Према попису становништва из 2010. у граду је живело 507 становника, што је 11 (2,1%) становника мање него 2000. године.
| Група             | 2000.       | 2010.       |
| Белци             | 478 (92,3%) | 454 (89,5%) |
| Афроамериканци    | 11 (2,1%)   | 6 (1,2%)    |
| Азијати           | 0 (0,0%)    | 5 (1,0%)    |
| Хиспаноамериканци | 23 (4,4%)   | 30 (5,9%)   |
| Укупно            | 518         | 507         |